# Fredy Knie junior
Fredy Knie junior (* 30. September 1946) ist ein Schweizer Zirkusdirektor und Pferdedresseur. Er führt seit 1992 zusammen mit seinem Cousin Franco Knie senior den Circus Knie und war der künstlerische Direktor des Unternehmens, bis er diese Aufgabe an seine Tochter Géraldine Katharina Knie übergab.

## Leben
Fredy Knie junior entstammt der sechsten Generation der Zirkusfamilie Knie und ist der Sohn von Fredy Knie senior (1920–2003) und Pierrette Knie-Dubois (1921–2013). Er ist der Bruder des Kunstmalers Rolf Knie und Cousin der Elefanten-Spezialisten Franco und Louis Knie. Seine Schulzeit verbrachte er in einem Internat in Bern. Der Circus Knie hatte zu dieser Zeit noch keine eigene Schule auf Rädern. Nach der Schulzeit kehrte Fredy Knie junior in den Zirkus zurück. Eine Berufslehre machte er nicht. 1972 heiratete er die nicht in einem Zirkus aufgewachsene Mary-José Galland, welche seit der Heirat regelmässig im Zirkus auftritt. Am 19. Januar 1973 kam Tochter Géraldine Katharina Knie, die Vertreterin der siebten Generation Knie, zur Welt.

## Karriere
Mit vier Jahren ritt Fredy Knie junior in Antwerpen zum ersten Mal vor Publikum, als fünfjähriger Artist erlebte er 1951 seine erste Schweizer Tournee. Im Zirkus lernte er von den anwesenden Artisten Jonglieren und Akrobatik, von seinem Vater Fredy senior die Pferdedressur. Von seinem Vater übernahm er später die Leitung der weltberühmten knieschen Pferdedressur und trat über Jahrzehnte im Circus Knie und auch im Ausland auf. Mittlerweile steht er nicht mehr selbst in der Manege, assistiert jedoch immer noch die Auftritte der Familienmitglieder. Fredy Knie junior ist Verwaltungsratspräsident der Gebrüder Knie, Schweizer National-Circus AG, Rapperswil. Mit Tochter Géraldine (künstlerische Leitung), Franco Knie (VR-Vizepräsident) und dessen Kindern Doris (kaufmännische Leitung) und Franco junior (technischer Leiter) führt Fredy Knie den Circus Knie.